# З
Cette page contient des caractères spéciaux ou non latins. S’ils s’affichent mal (▯, ?, etc.), consultez la page d’aide Unicode.
Ne doit pas être avec les lettres latines epsilon réfléchi ‹ Ɜ ɜ ›, epsilon culbuté ‹ ᴈ ›, ej ‹ Ʒ ʒ ›, yogh ‹ Ȝ ȝ › et et ‹ Ꝫ ꝫ ›, la lettre cyrillique dzé abkhaze ‹ Ӡ ӡ ›, ou le chiffre 3.

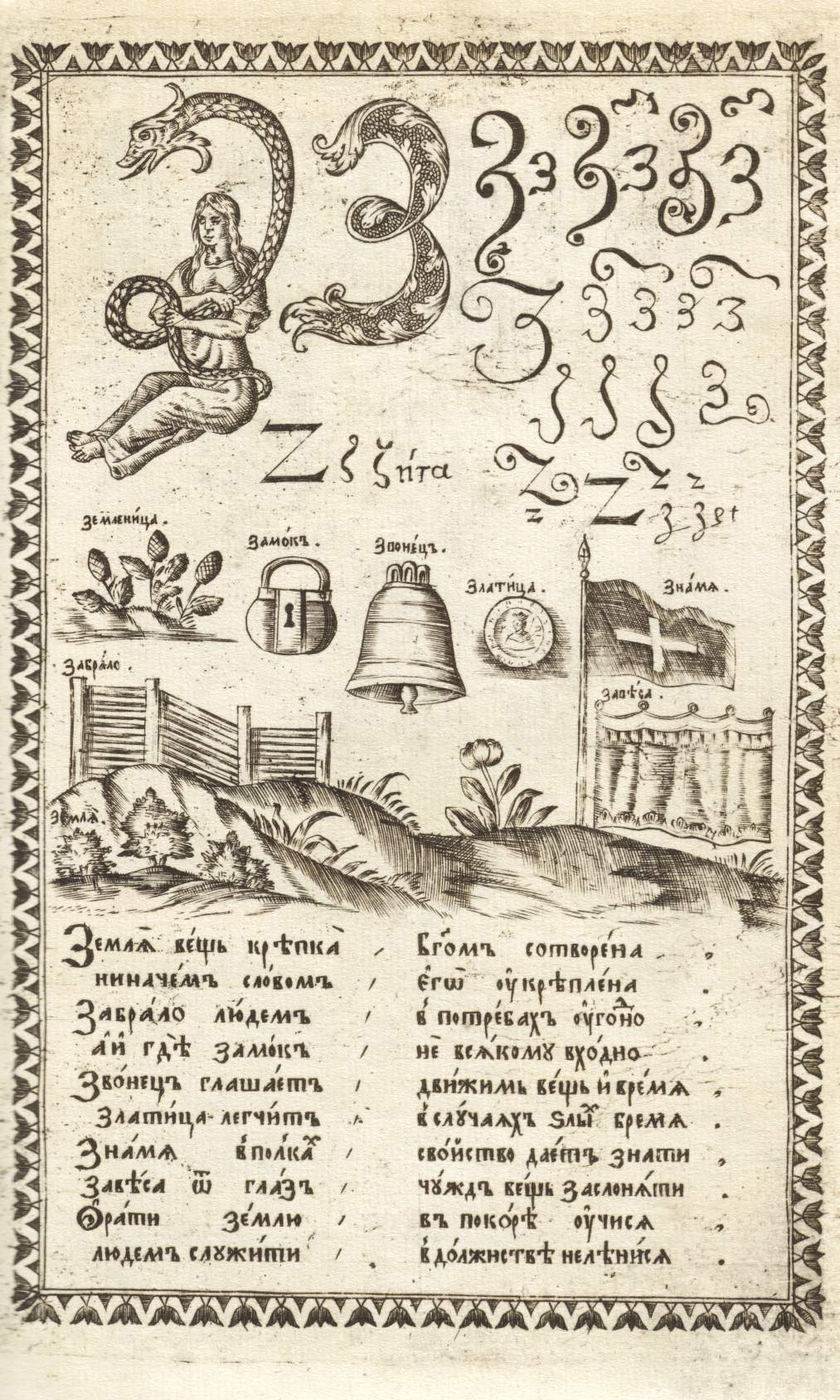
Les formes du zé dans l’Alphabet de Karion Istomin de 1694.

Zé (capitale З, minuscule з) est la neuvième lettre de l’alphabet cyrillique. Elle représente le son /z/.

## Graphie
Elle ressemble au chiffre  3.

## Représentations informatiques
Le zé peut être représenté avec les caractères Unicode suivants (Cyrillique) :
| formes    | représentations | chaînes de caractères | points de code | descriptions                   |
| --------- | --------------- | --------------------- | -------------- | ------------------------------ |
| capitale  | З               | З                     | U+0417         | lettre majuscule cyrillique zé |
| minuscule | з               | з                     | U+0437         | lettre minuscule cyrillique zé |